# Purenleon connexus
Purenleon connexus is een insect uit de familie van de mierenleeuwen (Myrmeleontidae), die tot de orde netvleugeligen (Neuroptera) behoort. 
Purenleon connexus is voor het eerst wetenschappelijk beschreven door Banks in 1920.